# Clarac (Hautes-Pyrénées)
Clarac ist eine französische Gemeinde mit 162 Einwohnern (Stand 1. Januar 2022) im Département Hautes-Pyrénées in der Region Okzitanien (vor 2016: Midi-Pyrénées). Sie gehört zum Arrondissement Tarbes und zum Kanton La Vallée de l’Arros et des Baïses.
Die Einwohner werden Claracais und Claracaises genannt.

## Geographie
Die Gemeinde Clarac liegt am Arros, circa 14 Kilometer östlich von Tarbes in dessen Einzugsbereich (französisch Aire urbaine) in der historischen Provinz Bigorre.
Umgeben wird Clarac von den vier Nachbargemeinden:
|        | Moulédous                                   |          |
| Sinzos | Kompassrose, die auf Nachbargemeinden zeigt |          |
| Bordes |                                             | Peyraube |

## Einwohnerentwicklung
Nach Beginn der Aufzeichnungen stieg die Einwohnerzahl bis zur Mitte des 19. Jahrhunderts auf einen Höchststand von rund 560. In der Folgezeit sank die Größe der Gemeinde bei kurzen Erholungsphasen bis zu den 1960er Jahren auf rund 140 Einwohner, bevor eine Phase mit moderatem Wachstum einsetzte.
| Jahr      | 1962 | 1968 | 1975 | 1982 | 1990 | 1999 | 2006 | 2011 | 2022 |
| --------- | ---- | ---- | ---- | ---- | ---- | ---- | ---- | ---- | ---- |
| Einwohner | 151  | 139  | 152  | 157  | 153  | 177  | 166  | 171  | 162  |

## Sehenswürdigkeiten

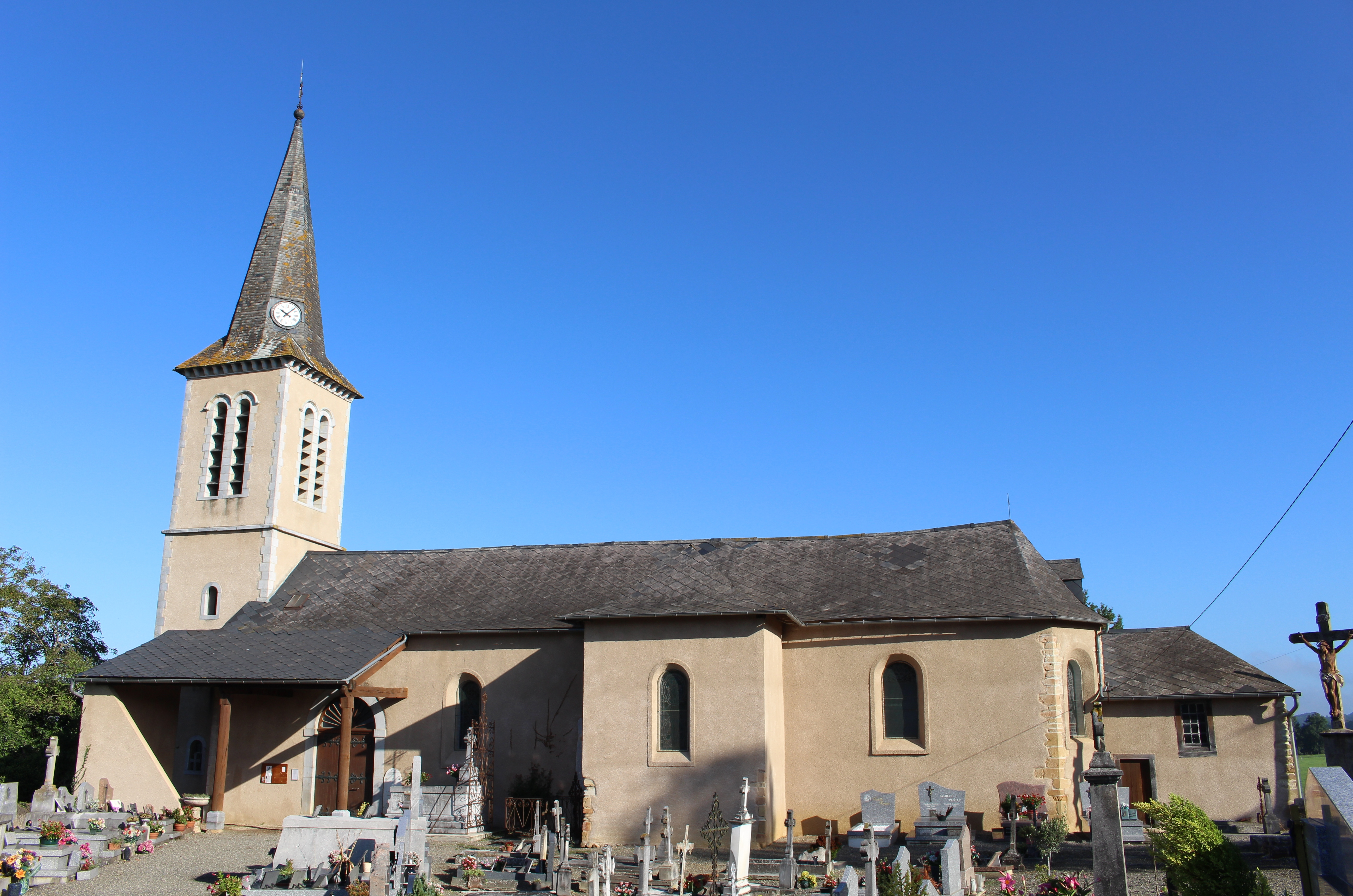
Pfarrkirche Saint-Saturnin
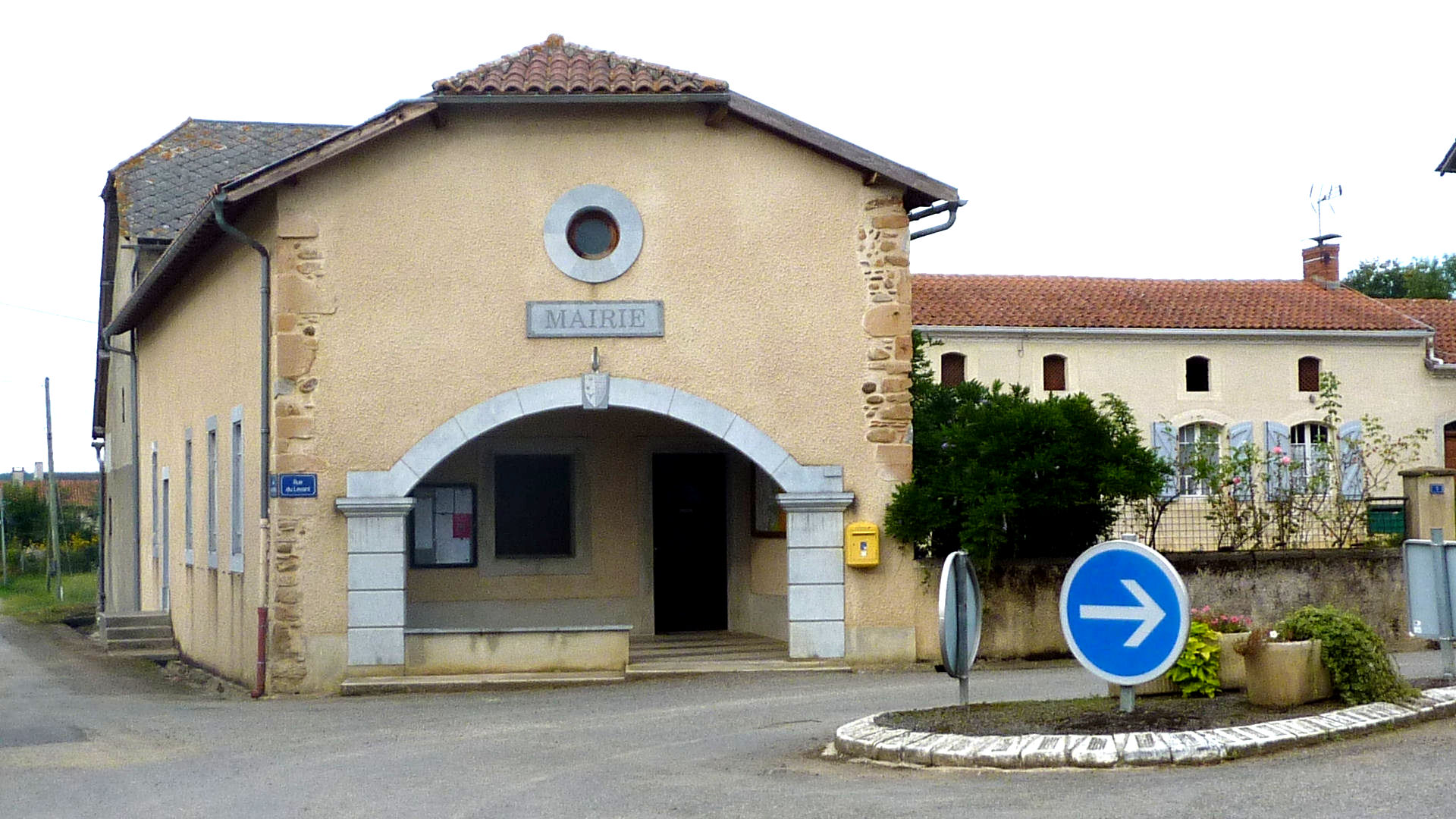
Mairie (Rathaus)
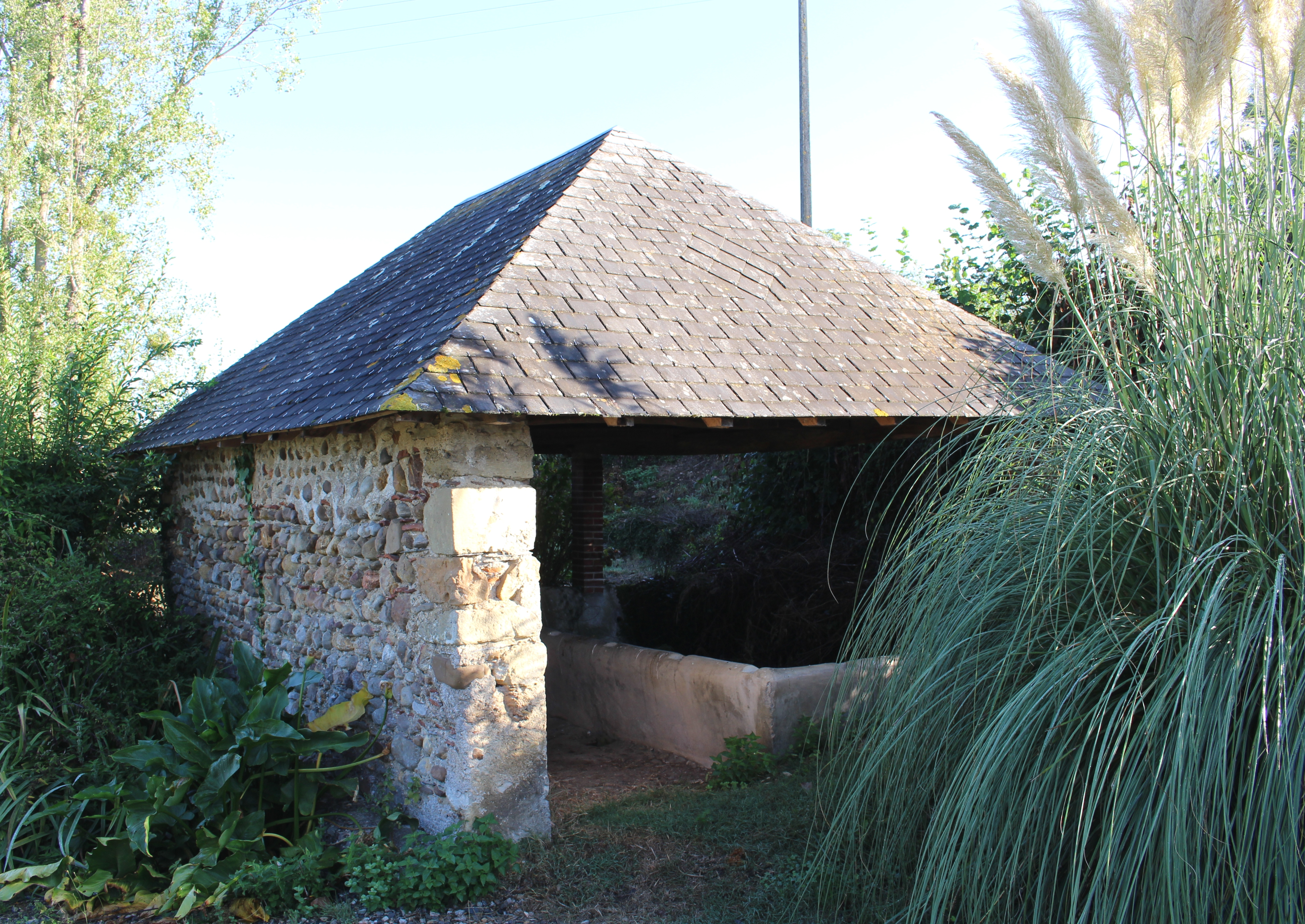
Ehemaliges öffentliches Waschhaus

- Pfarrkirche Saint-Saturnin
- Mairie (Rathaus)
- Ehemaliges öffentliches Waschhaus

## Wirtschaft und Infrastruktur
Clarac liegt in den Zonen AOC der Schweinerasse Porc noir de Bigorre und des Schinkens Jambon noir de Bigorre.

### Verkehr
Clarac wird von der Route départementale 20 durchquert.